# Horst-Günther von Fassong
Horst-Günther von Fassong (Kassel, 27 de abril de 1919 – Maastricht, 1 de janeiro de 1945) foi um piloto alemão da Luftwaffe durante a Segunda Guerra Mundial. Abateu 136 aeronaves inimigas, o que fez dele um ás da aviação.

## Condecorações
- Cruz de Ferro (1939)
  - 2.ª classe
  - 1.ª classe
- Cruz Germânica (17 de outubro de 1943)
- Cruz de Cavaleiro da Cruz de Ferro (27 de julho de 1944)